# Friedrich Wranitzky
Friedrich Wranitzky, česky též Vranický (14. května 1798, Vídeň – 11. prosince 1839, Drážďany) byl rakouský violoncellista českého původu.

## Život
Friedrich Wranitzky se narodil jako syn Antonína Vranického, dvorního kapelníka knížete Josefa Františka Maxmiliána z Lobkovic a učitele jeho dětí. 

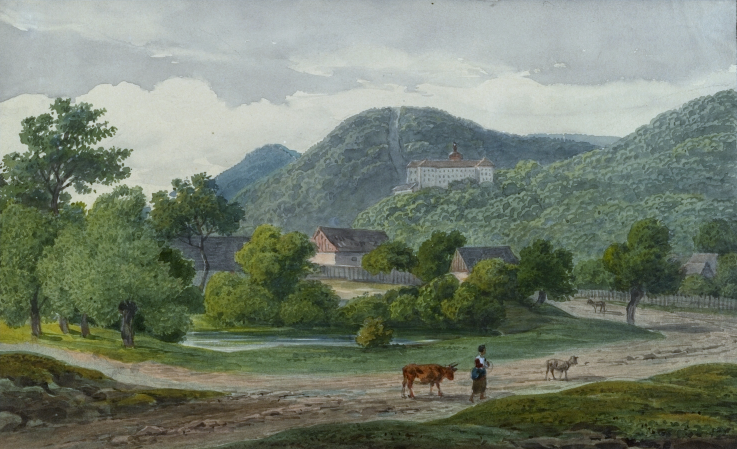
Antonín Mánes, zámek Jezeří v roce 1814, v době dětství Vranických

Spolu se svými sourozenci, sestrami Kateřinou Annou a Karolínou a bratrem Antonínem vyrůstal na zámku Jezeří, kde společně s dětmi knížete Františka Josefa Maxmiliána z Lobkovic získal stejné vzdělání. Sestra Kateřina Anna (27. srpna 1801, Vídeň – 23. června 1851, Wiesbaden) i Karolína (17. ledna 1795 , Vídeň – 4. září 1872, Berlín), byly později slavnými zpěvačkami. BratrAntonín byl houslistou v orchestru dvorního divadla ve Vídni.
Friedrich Wranitzky byl žákem českého hudebníka Antonína Krafta. 
Od roku 1823 pracoval jako violoncellista v orchestru vídeňského Dvorního divadla a divadla U Korutanské brány. V květnu 1824 zorganizoval akademii, na které se hrála i hudba Franze Schuberta. 
Wranitzky později odešel do Berlína, kde působil jako violoncellista v Königstädter Theater. 
V červnu 1839 odjel do Drážďan, dostal se však do dluhů a bez stálého zaměstnání mu hrozilo vyhoštění. 10. prosince 1839 téhož roku chtěl ukončit život skokem do Labe. Byl zachráněn, avšak následujícího dne zemřel. 
Wranitzkého vdova Marie, rozená Speilová z Ostheimu se 22. února 1841 provdala za výrobce houslí a loutny Antona Stauffera (1805–1871).